# Bithia setulosa
Bithia setulosa là một loài ruồi trong họ Tachinidae.